# Ava (film 2020)
Ava è un film del 2020 diretto da Tate Taylor.

## Trama
Ava Faulkner è una tossicodipendente in via di guarigione ed ex soldato diventata un'assassina. In Francia rapisce il suo nuovo bersaglio, un uomo d'affari inglese. Prima di ucciderlo, lo interroga sul perché qualcuno lo vuole morto. A sua insaputa, un'altra donna origlia elettronicamente la conversazione. In seguito, Ava vola a Boston dove va a trovare la sorella Judy, che si è allontanata da lei, e sua madre, ricoverata in ospedale per angina. Ava non li vede da otto anni.
L'istruttore di Ava, ed ex superiore dell'esercito, Duke, la invia in Arabia Saudita per uccidere un generale tedesco. Ava attira il generale in una trappola e gli inietta un veleno per far sembrare che sia morto per un attacco di cuore. Viene interrotta dalle guardie di sicurezza del generale. Segue uno scontro a fuoco, che lascia tutti gli uomini morti. Ava fugge e si reca a Barneville-Carteret dove Duke si scusa per l'operazione fallita, insistendo sul fatto che le cattive informazioni sono state un semplice errore. Le dà del tempo libero per rilassarsi e lei torna a Boston e incontra Michael, il suo ex fidanzato che ora ha una relazione con la sorella Judy.
Nella Columbia Britannica Duke incontra il suo superiore, Simon. La figlia di Simon, Camille, è la donna che in precedenza aveva origliato durante il colpo di Ava. Simon crede che Ava sia un problema e che questa sua abitudine di interrogare gli obiettivi dimostri un impegno insufficiente per le loro operazioni. Dopo che Duke se ne va, Simon riafferma di voler uccidere Ava. Lei però uccide il suo aggressore e poi affronta Duke che insiste sul fatto che si è trattato di un attacco casuale di un tossicodipendente. Quella sera Ava va a cena con Judy e Michael ma la loro conversazione non va bene. La mattina dopo Judy incontra Ava e le dice che Michael è scomparso. Rendendosi conto che ha ricominciato a giocare d'azzardo, Ava lo salva da una bisca gestita da una donna, Toni, con la quale Michael è indebitato.
Duke rivisita Simon e rivela che sapeva che Ava era stata incastrata. Segue una lotta tra i due uomini, con il risultato che Simon uccide Duke. Manda un video della morte di Duke ad Ava. Un'Ava affranta va a casa di Judy, dove invita Michael a scappare con lei, ma lui rifiuta, rivelando che Judy è incinta. Ava si dirige verso la tana di Toni dove uccide alcuni dei suoi uomini prima di dare a Toni un sacco di soldi per saldare il debito di Michael. Ava cerca di strangolare Toni, poi cambia idea, lasciando vivere Toni, avvertendola di stare lontana da Michael.
Di ritorno al suo hotel, Ava viene attaccata da Simon. Combattono, riportando entrambi gravi ferite. Esausto, Simon fugge, quando scatta l'allarme antincendio, avvertendo Ava che la ucciderà se la rivedrà. Ava insegue Simon, mettendolo all'angolo e uccidendolo sotto il Ponte Zakim. Ava va a casa di sua sorella, avvertendo Judy di lasciare il paese e dandole il numero di un conto bancario svizzero pieno dei guadagni di Ava. Prima di andarsene, Michael le dà una lettera da Duke, che dice di essere felice di come è andata a finire la sua vita. Mentre cammina per strada, Ava viene pedinata dalla figlia di Simon, Camille.

## Produzione
Nell'agosto 2018 Tate Taylor sostituisce Matthew Newton come regista del film, precedentemente intitolato Eve. Il nuovo titolo Ava viene annunciato nel novembre 2019.
Le riprese del film sono iniziate il 24 settembre 2018 a Boston.

## Promozione
Il primo trailer del film è stato diffuso il 24 giugno 2020 sul sito della Apple.

## Distribuzione
La pellicola è stata distribuita on demand a partire dal 27 agosto 2020 in Canada e Regno Unito, nelle sale cinematografiche statunitensi a partire dal 25 settembre 2020, e in Italia su Netflix dal 15 gennaio 2021.

## Controversie
Nell'agosto 2018 il film ha attirato critiche nei confronti dell'allora regista Matthew Newton, prima che fosse rimpiazzato da Tate Taylor, a causa delle molteplici accuse di aggressione e violenza domestica; oltre a queste accuse, Newton si dichiarò colpevole di aver aggredito l'allora fidanzata Brooke Satchwell. L'attrice Jessica Chastain invece viene accusata di ipocrisia in quanto esponente di spicco del movimento Me Too, schierato contro le molestie sessuali, e rimasta nel progetto col regista Newton. Dopo esser stato sostituito alla regia da Tate Taylor, Newton rimane tuttavia accreditato come sceneggiatore, mentre la Chastain è rimasta la protagonista del film.